# 존 그루버

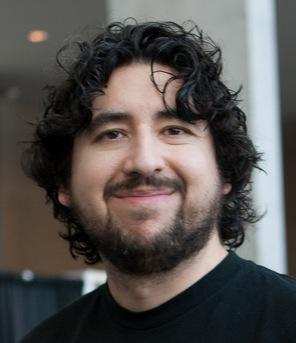
2009년 모습

존 그루버(John Gruber, 1973년 ~ )는 기술 블로거, UI 디자이너이자 마크다운 마크업 언어의 공동 제작자이다. 그루버는 애플 열성 블로그 Daring Fireball을 작성하고 그에 따른 팟캐스트인 The Talk Show를 제작한다.

## 역사
그루버는 펜실베니아 주 필라델피아 출신이다. 드렉셀 대학교에서 컴퓨터 공학 학사 학위를 취득했으며 베어본즈소프트웨어(Bare Bones Software, 2000~02) 및 조이언트(2005~06)에서 근무했다.
2004년에 에런 스워츠와 그루버는 함께 작업하여 마크다운 언어를 만들었다. 이들의 목표는 사람들이 읽기 쉽고 쓰기 쉬운 일반 텍스트 형식을 사용하여 글을 쓸 수 있도록 하고, 선택적으로 이를 구조적으로 유효한 XHTML(또는 HTML)로 변환할 수 있도록 하는 것이었다.